# 臂形草
臂形草（学名：Brachiaria eruciformis）为禾本科臂形草属下的一个种。

## 扩展阅读
- 維基物種上的相關：臂形草